# رادو واسیل
رادو واسیل (انگلیسی: Radu Vasile؛ زاده ۱۰ اکتبر ۱۹۴۲ – درگذشته ۳ ژوئیهٔ ۲۰۱۳) سیاستمدار، تاریخ‌نگار، استاد دانشگاه، شاعر، و اقتصاددان اهل رومانی بود. وی از ۱۷ آوریل ۱۹۹۸ تا ۱۳ دسامبر ۱۹۹۹ نخست‌وزیر این کشور بود.
رادو واسیل در ۳ ژوئیه ۲۰۱۳، در سن ۷۰ سالگی بر اثر سرطان روده بزرگ درگذشت.